# Señorita (canção de Shawn Mendes e Camila Cabello)
"Señorita" é uma canção do cantor canadense Shawn Mendes e da cantora cubana-mexicana Camila Cabello. Foi lançada como single pela Island Records em 21 de junho de 2019. A letra foi escrita por Mendes, Cabello, Charli XCX, Ali Tamposi, Jack Patterson do Clean Bandit, junto com os três produtores da faixa Benny Blanco, Cashmere Cat and Andrew Watt.
A canção marca a segunda colaboração entre Mendes e Cabello, depois de "I Know What You Did Last Summer" em 2015. Vinte e quatro horas após seu lançamento, a música era a primeira colocada na lista das mais ouvidas mundialmente no Spotify acumulando um total de 6.568.376 reproduções. Além de ter sido a terceira mais ouvida nos Estados Unidos, a quarta no Brasil e a sexta no Reino Unido.

## Lançamento e divulgação
Tanto Mendes quanto Cabello sugeriram pela primeira vez uma colaboração em dezembro de 2018. Eles começaram a postar prévias do projeto nas redes sociais em junho de 2019, com cada um postando uma prévia em formato de vídeo com duração de 20 segundos. Ambos postaram prévias do vídeo musical em suas contas de mídia social em 19 de junho de 2019. Mendes confirmou como single mais tarde naquele dia, juntamente com sua data de lançamento e arte de capa.

## Recepção

### Critíca
Shaad D'Souza, do The Fader, elogiou o single por ser "facilmente úmido e maravilhosamente leve", concluindo que, embora "Cabello seja boa, a música fracassaria sem Mendes ao seu lado". TJ Lovell, do Medium, chamou a faixa de "ode sexy a um encontro de férias que permite ao casal flexionar sua química inegável dentro e fora do microfone". Lovell terminou dando a música 4 de 5 estrelas, e chamou de "uma faixa divertida, embora não digna de nota, que soará em casa nas discografias de Mendes e Cabello". A música apareceu na lista de reprodução de verão de Barack Obama em 2019.

### Comercial
"Señorita" estreou no número dois no Billboard Hot 100 em 6 de julho de 2019. Mais tarde, alcançou o número um na edição de 31 de agosto de 2019 destronando "Bad Guy" de Billie Eilish — tornando-se o primeiro single número de Mendes na parada e o segundo de Cabello depois de "Havana" — Ele foi substituído por "Truth Hurts" de Lizzo na semana seguinte. A música também passou 23 semanas no top 10 da Billboard Hot 100 desde sua estréia e igualou-se a "Bad Guy" e All About That Bass como as músicas de artistas femininas com mais semanas (17) no top 3 da Billboard Hot 100 nesta década.
A música se tornou a número um no iTunes, Apple Music e Spotify. A música quebrou vários registros de streaming do Spotify, tornando-se a música mais rápida a superar 100, 200, 300, 400, 500, 600, 700, 800 e 900 milhões de streams na plataforma. Señorita também é a segunda música mais rápida a atingir um bilhão de streams na plataforma depois de Shape of You, dando a Shawn Mendes sua terceira música a atingir um bilhão de streams na plataforma ao lado de Stitches e Treat You Better e fazendo de Cabello se tornar a primeira artista feminina principal a conseguir ultrapassar um bilhão de streams com duas músicas na plataforma depois de Havana.

## Vídeo musical

Mendes e Cabello atuando no vídeo musical

O vídeo musical da música estreou no YouTube em 21 de junho de 2019. Foi filmado em Los Angeles, mostra Mendes e Cabello circulando pela cidade e inclui clipes da dupla em um quarto de hotel, em um restaurante, montando motocicletas e dançando em uma festa. No trabalho, dirigido por Dave Meyers, os dois formam um casal. O personagem de Camila é uma garçonete que está apaixonada por um rapaz sedutor, interpretado por Shawn. Os dois vivem uma relação intensa de idas e vindas. Durante todo o vídeo eles contracenam em um ambiente bastante sensual.

## Em outras mídias
A cantora Jennifer Lopez e o apresentador de televisão Jimmy Fallon recriaram a coreografia do vídeo de "Señorita" e outros vídeos em um novo quadro do The Tonight Show, "The History of Music Video Dancin", que reproduz movimentos de alguns dos vídeos mais famosos de todos os tempos, além de "Señorita", incluindo "U Can't Touch This" de MC Hammer, "I Wanna Dance With Somebody" de Whitney Houston, e muitos mais.

### Versão cover
O grupo nasheed da Malásia, Rabithah refez a música com o título "Derita" ("Sofrer") com seu estilo distinto da'wah. A música foi produzida pela Tarbiah Sentap Records e o videoclipe foi lançado em 26 de julho de 2019 no canal oficial do selo no YouTube.

## Créditos e equipe
Créditos adaptados do Tidal.
- Shawn Mendes – voz, letra, guitarra
- Camila Cabello – voz, letra
- Charli XCX – letra
- Ali Tamposi – letra
- Jack Patterson – letra
- Benny Blanco – letra, produção, programação, teclado
- Cashmere Cat – letra, produção, programação, teclado
- Andrew Watt – vocal de apoio, letra, produção adicional, programação, baixo, guitarra
- Paul Lamalfa – engenheira de som
- Zubin Thakkar – engenheira de som
- Serban Ghenea – mixagem
- John Hanes – mixagem

## Lista de faixas
- Vinil e CD single[28][29]

1. "Señorita" – 3:10

- Download digital e streaming[30]

1. "Señorita" – 3:10

## Prêmios e indicações
| Ano  | Premiação              | Categoria                      | Resultado | Ref.   |
| ---- | ---------------------- | ------------------------------ | --------- | ------ |
| 2019 | Meus Prêmios Nick      | Hit Internacional Favorito     | Indicado  | [ 31 ] |
| 2019 | MTV Video Music Awards | Melhor Colaboração             | Venceu    | [ 32 ] |
| 2019 | MTV Video Music Awards | Melhor Cinematografia          | Venceu    | [ 32 ] |
| 2019 | MTV Video Music Awards | Melhor Direção de Arte         | Indicado  | [ 32 ] |
| 2019 | MTV Video Music Awards | Melhor Coreografia             | Indicado  | [ 32 ] |
| 2019 | MTV Video Music Awards | Canção do Verão                | Indicado  | [ 32 ] |
| 2019 | Teen Choice Awards     | Canção do Verão                | Venceu    | [ 33 ] |
| 2020 | Grammy Awards          | Best Pop Duo/Group Performance | Indicado  | [ 34 ] |

## Desempenho nas tabelas musicais

### Tabelas semanais
| Tabela musical (2019)                     | Melhor posição |
| ----------------------------------------- | -------------- |
| Alemanha (Media Control Charts)           | 1              |
| Argentina (Argentina Hot 100)             | 1              |
| Argentina (CAPIF)                         | 4              |
| Austrália (ARIA Charts)                   | 1              |
| Áustria (Ö3 Austria Top 40)               | 1              |
| Bélgica (Ultratop 50 de Flandres)         | 2              |
| Bélgica (Ultratop 40 de Valônia)          | 1              |
| Bolívia (Monitor Latino)                  | 3              |
| Brasil (Top 100 Brasil)                   | 46             |
| Brasil (Top 10 Streaming)                 | 1              |
| Bulgária (PROPHON)                        | 1              |
| Canadá (Canadian Hot 100)                 | 1              |
| Chile (Monitor Latino)                    | 2              |
| China (Billboard)                         | 1              |
| CEI (Tophit)                              | 1              |
| Colômbia (National-Report)                | 12             |
| Coreia do Sul (Gaon)                      | 19             |
| Costa Rica (Monitor Latino)               | 1              |
| Croácia (HRT)                             | 1              |
| Dinamarca (Hitlisten)                     | 1              |
| Escócia (The Official Charts Company)     | 1              |
| Equador (Monitor Latino)                  | 3              |
| Eslováquia (Singles Digitál Top 100)      | 2              |
| Eslováquia (Rádio Top 100)                | 1              |
| Eslovênia (SloTop50)                      | 1              |
| El Salvador (Monitor Latino)              | 13             |
| Espanha (PROMUSICAE)                      | 3              |
| Estônia (Eesti Ekspress)                  | 2              |
| Estados Unidos (Billboard 100)            | 1              |
| Estados Unidos (Adult Top 40)             | 1              |
| Estados Unidos (Adult Contemporary)       | 4              |
| Estados Unidos (Dance Club Songs)         | 20             |
| Estados Unidos (Dance/Mix Show Airplay)   | 2              |
| Estados Unidos (Rhythmic Songs)           | 20             |
| Estados Unidos (Mainstream Top 40)        | 1              |
| Estados Unidos (Rolling Stone Top 100)    | 2              |
| Europa (Billboard Euro Digital Songs)     | 1              |
| Finlândia (IFPI Finlândia)                | 1              |
| França (SNEP)                             | 2              |
| Grécia (IFPI Grécia)                      | 1              |
| Guatemala (Monitor Latino)                | 10             |
| Honduras (Monitor Latino)                 | 11             |
| Hungria (Single Top 40)                   | 1              |
| Hungria (Stream Top 40)                   | 1              |
| Islândia (Tonlist)                        | 1              |
| Irlanda (IRMA)                            | 3              |
| Israel (Media Forest)                     | 1              |
| Israel (Galgalatz)                        | 1              |
| Itália (FIMI)                             | 1              |
| Japão (Japan Hot 100)                     | 38             |
| Letônia (LAIPA)                           | 1              |
| Líbano (Lebanese Top 20)                  | 1              |
| Lituânia (AGATA)                          | 1              |
| Luxemburgo (Billboard)                    | 1              |
| Malásia (RIM)                             | 1              |
| México (Monitor Latino)                   | 2              |
| Noruega (VG-lista)                        | 16             |
| Nova Zelândia (RMNZ)                      | 1              |
| Nicarágua (Monitor Latino)                | 1              |
| Países Baixos (Dutch Top 40)              | 1              |
| Países Baixos (Single Top 100)            | 1              |
| Panamá (Monitor Latino)                   | 1              |
| Paraguai (Monitor Latino)                 | 10             |
| Peru (Monitor Latino)                     | 6              |
| Polônia (Polish Airplay Top 100)          | 1              |
| Portugal (AFP)                            | 1              |
| Porto Rico (Monitor Latino)               | 6              |
| Reino Unido (UK Singles Chart)            | 7              |
| República Checa (Rádio Top 100)           | 1              |
| República Checa (Singles Digitál Top 100) | 1              |
| República Dominicana (Monitor Latino)     | 10             |
| Romênia (Airplay 100)                     | 1              |
| Rússia (Tophit)                           | 4              |
| Rússia (Russian Music Charts)             | 1              |
| Singapura (RIAS)                          | 1              |
| Suécia (Sverigetopplistan)                | 1              |
| Suíça (Schweizer Hitparade)               | 1              |
| Uruguai (Monitor Latino)                  | 3              |
| Venezuela (Record Report)                 | 1              |

| Tabela musical (2019)                   | Posição |
| --------------------------------------- | ------- |
| América Latina (Monitor Latino)         | 27      |
| Alemanha (Official German Charts)       | 7       |
| Argentina (Monitor Latino)              | 6       |
| Bélgica (Ultratop de Flanders)          | 5       |
| Bélgica (Ultratop da Valônia)           | 7       |
| Bolívia (Monitor Latino)                | 11      |
| Canadá (Canadian Hot 100)               | 10      |
| Chile (Monitor Latino)                  | 23      |
| Colômbia (Monitor Latino)               | 57      |
| Costa Rica (Monitor Latino)             | 16      |
| Estados Unidos (Billboard Hot 100)      | 15      |
| Estados Unidos (Adult Contemporary)     | 27      |
| Estados Unidos (Adult Top 40)           | 18      |
| Estados Unidos (Dance/Mix Show Airplay) | 13      |
| Estados Unidos (Mainstream Top 40)      | 11      |
| Equador (Monitor Latino)                | 34      |
| El Salvador (Monitor Latino)            | 49      |
| Guatemala (Monitor Latino)              | 48      |
| Honduras (Monitor Latino)               | 53      |
| México (Monitor Latino)                 | 9       |
| Nova Zelândia (Recorded Music NZ)       | 9       |
| Nicarágua (Monitor Latino)              | 21      |
| Países Baixos (Dutch Top 40)            | 5       |
| Panamá (Monitor Latino)                 | 14      |
| Paraguai (Monitor Latino)               | 52      |
| Peru (Monitor Latino)                   | 47      |
| Porto Rico (Monitor Latino)             | 31      |
| República Dominicana (Monitor Latino)   | 43      |
| Uruguai (Monitor Latino)                | 17      |
| Venezuela (Monitor Latino)              | 69      |

## Certificações
| Região | Certificação            | Vendas     |
| --- | ----------------------- | ---------- |
| Alemanha (BVMI) | Platina                 | 200,000*   |
| Austrália (ARIA) | 3× Platina              | 210,000^   |
| Áustria (IFPI Áustria) | Ouro                    | 15,000*    |
| Bélgica (BVMI) | Platina                 | 40,000*    |
| Canadá (Music Canada) | 6× Platina              | 480,000‡   |
| Dinamarca (IFPI Dinamarca) | Platina                 | 90,000^    |
| Espanha (PROMUSICAE) | 2× Platina              | 80,000^    |
| Estados Unidos (RIAA) | Platina                 | 1,000,000‡ |
| França (SNEP) | Platina                 | 200,000*   |
| Itália (FIMI) | 3× Platina              | 150,000‡   |
| México (AMPROFON) | 2×Platina+Diamante+Ouro | 450,000*   |
| Nova Zelândia (RMNZ) | 2× Platina              | 60,000^    |
| Polônia (ZPAV) | 4× Platina              | 80,000^    |
| Portugal (AFP) | Platina                 | 20,000‡    |
| Reino Unido (BPI) | Platina                 | 600,000‡   |
| *vendas baseadas apenas na certificação ^distribuições baseadas apenas na certificação ‡vendas+valores de streaming baseados apenas na certificação |                         |            |

## Histórico de lançamentos
| Região         | Data                   | Formato                           | Gravadora        | Ref.    |
| -------------- | ---------------------- | --------------------------------- | ---------------- | ------- |
| Vários         | 21 de junho de 2019    | Download digital streaming        | Island           | [ 3 ]   |
| Estados Unidos | 24 de junho de 2019    | Rádios adulto contemporânea       | Island Republic  | [ 158 ] |
| Estados Unidos | 25 de junho de 2019    | Rádios de sucessos contemporâneos | Island Republic  | [ 159 ] |
| Estados Unidos | 25 de setembro de 2019 | disco de vinil CD single          | Island Universal | [ 160 ] |
| Canadá         | 25 de setembro de 2019 | disco de vinil CD single          | Island Universal | [ 161 ] |
| Reino Unido    | 25 de setembro de 2019 | disco de vinil CD single          | Island Universal | [ 162 ] |
| Estados Unidos | 25 de setembro de 2019 | cassette single                   | Island Universal | [ 163 ] |